# Bab as-Saghir
Bab as-Saghir (àrab: الباب الصغير, al-Bāb aṣ-Ṣaḡīr, ‘la Porta Petita’, coneguda localment com بَاب ٱلصَّغِيْر, Bāb aṣ-Ṣaḡīr), també anomenada Goristan-e-Ghariban, és una de les set portes de la ciutat antiga de Damasc, capital de Síria. Té qubūr (àrab: قُبُوْر, tombes) a banda i banda del carrer d'entrada. Es troba al barri de Dimashq, al sud-oest de la mesquita omeia.

## Història

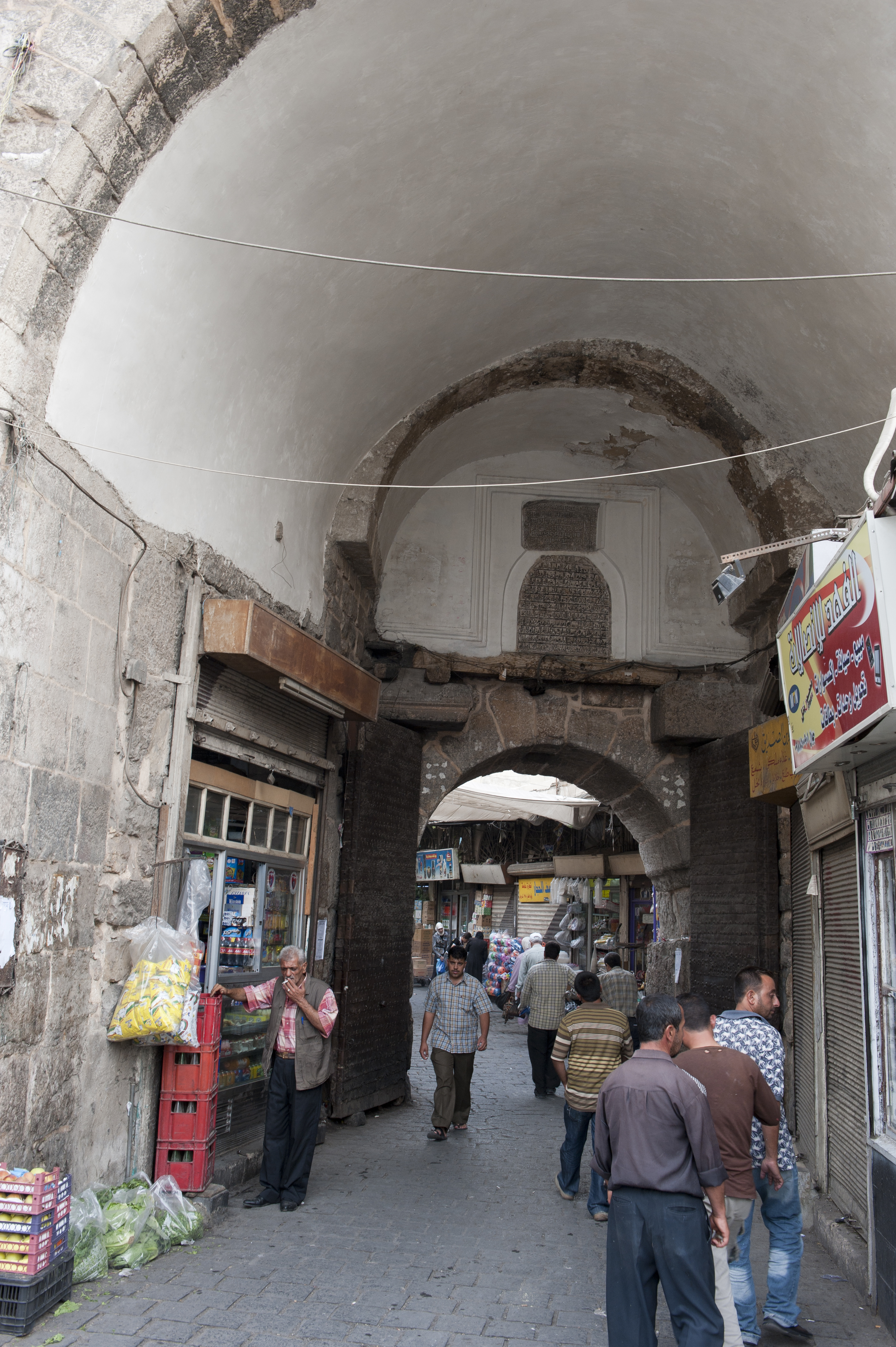
Pas cobert de la porta.

La porta va ser construïda inicialment pels arameus, després va ser dedicada a Zeus durant l'època selèucida. Durant l'època romana estava dedicada a Júpiter.
A l'època medieval, Bab as-Saghir era la principal entrada sud a Damasc. Va ser fortificada pel general Nūr al-Dīn al voltant de l'any 1156 aC (el 550 en el calendari musulmà) i més tard pels sultans aiúbides.
Bab as-Saghir va ser construïda amb maons de fang, el que feia que fos l'entrada més feble a la ciutat. Per això, és probable que durant el setge de Damasc de 1148 els croats planegessin concentrar les seves forces a la porta. Abans que els cristians poguessin implementar qualsevol iniciativa, el comandant militar de Damasc (o atabeg) Mu'in al-Din Abu Mansur Anur va llançar atacs a gran escala, formats per qualsevol que pogués lluitar, mentre reforçava les fortificacions. Després d'un setge de quatre dies, els croats es van haver de retirar.

## Cementiri

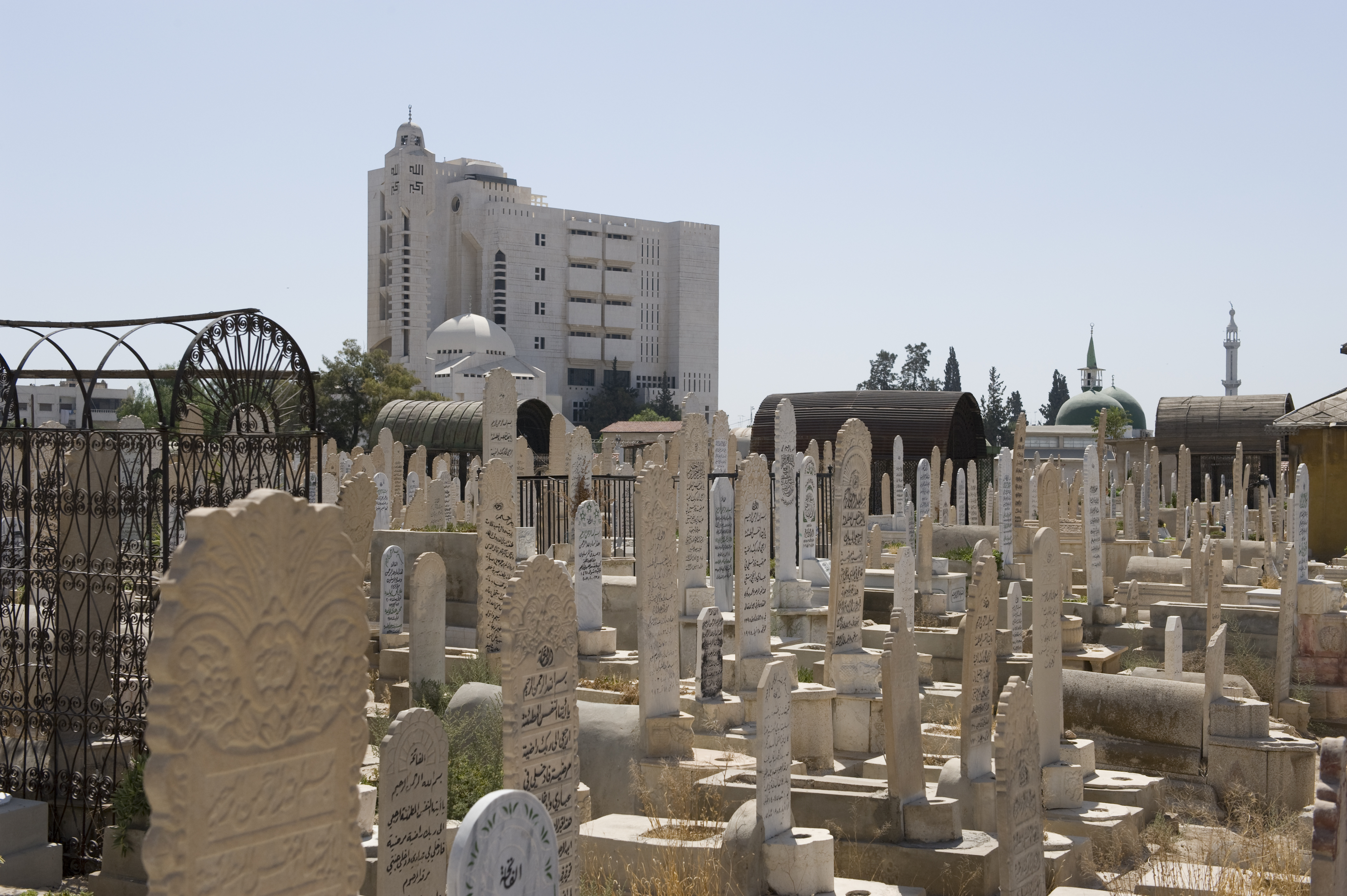
Cementiri de Bab as-Saghir.

El Maqbarat al-Bāb aṣ-Ṣaghīr (àrab: مَقْبَرَة ٱلْبَاب ٱلصَّغِيْر) és l'antic cementiri, adjacent a la porta. És un lloc amb una forta importància religiosa, ja que hi son enterrades dues de les dones de Mahoma i una de les seves nétes, Umm Kulthum, filla d'Alí.